# Ferryt

Rys. 1. Zakres istnienia ferrytu w układzie Fe-Fe_{3}C
__ Zakres występowania ferrytu α jako jedynej fazy
__ Zakres występowania ferrytu α wraz z innymi fazami, np. jako składnika mieszaniny eutektoidalnej
__ Zakres występowania ferrytu δ jako jedynej fazy
__ Zakres występowania ferrytu δ z cieczą bądź jako składnika mieszaniny perytektycznej

Rys. 2. Sieć krystaliczna ferrytu

Ferryt – składnik fazowy i strukturalny stopów żelazo-węgiel, roztwór stały jednego lub więcej pierwiastków w żelazie α lub żelazie δ.

## Ogólne informacje
Początkowo ferryt był definiowany jako międzywęzłowy roztwór stały węgla w żelazie α. Obecnie obowiązująca norma rozszerzyła pojmowanie tego pojęcia o wszystkie rozpuszczone w nim pierwiastki. Występuje w strukturze regularnej przestrzennie centrowanej (A2; rys. 2). Charakteryzuje się niską zawartością węgla: w temperaturze pokojowej maksymalnie 0,008%, a w temperaturze 727 °C rozpuszczalność wynosi 0,0218%. W przypadku przekroczenia granicznej rozpuszczalności węgla w ferrycie (np. podczas chłodzenia stopu o większej, niż 0,008%, zawartości C) tworzą się węgliki żelaza, głównie cementyt (Fe3C). Mieszanina eutektoidalna ferrytu i cementytu nosi nazwę perlitu.
Ferryt jest miękką i ciągliwą strukturą. Jest ferromagnetykiem do temperatury Curie wynoszącej 768 °C, w której przechodzi w odmianę paramagnetyczną (historycznie Feβ). W niektórych opracowaniach literaturowych ferryt zaczyna się pojawiać jako faza innych stopów, niż tylko Fe-C.

## Właściwości mechaniczne
- Twardość w skali Brinella: 50–70 HB
- Wytrzymałość na rozciąganie: Rm = 300 MPa
- Granica sprężystości: Re(R0,2) = 150 MPa
- Wydłużenie A10: ok. 40%[4]

## Przemiana austenitu w ferryt
Wydzielanie się ferrytu z austenitu wymaga równoczesnego przebiegu zmiany typu sieci krystalicznej oraz odpowiedniej zmiany składu chemicznego. Zmiana sieci może odbywać się dzięki aktywowanemu cieplnie ruchowi atomów żelaza na odległości porównywalne z parametrem sieci krystalicznej. We wszystkich układach oprócz jednoskładnikowego potrzebny jest jeszcze drugi mechanizm. W takich przypadkach oprócz przebudowy sieci musi zaistnieć aktywowany cieplnie ruch atomów domieszki na odległości wielokrotnie większe od parametru sieci. Wzrost ferrytu jest kontrolowany szybkością dyfuzji węgla w austenicie i ruchliwością powierzchni międzyfazowej.
Produktami przemiany austenitu w ferryt mogą być:
- ferryt ziarnisty (allotriomorficzny)
- ferryt płytkowy (idiomorficzny)
- ferryt bainityczny (bainit)
- ferryt iglasty
- martenzyt[6][7].

### Ferryt ziarnisty (allotriomorficzny)
Ferryt ziarnisty określany jest różnymi nazwami (np. allotriomorficzny, podeutektoidalny, wielokątny itp.). Jest pierwszą fazą, która powstaje z chłodzonego austenitu. Określenie allotriomorficzny oznacza, że faza krystalizuje wewnątrz danej struktury. Zarodkuje i wzrasta niezależnie na granicach ziaren austenitu. W układzie podwójnym Fe-C wzrost ferrytu allotriomorficznego jest kontrolowany tylko poprzez dyfuzję węgla z austenitu do granicy międzyfazowej.

### Ferryt płytkowy (idiomorficzny)
Ferryt płytkowy określany jest różnymi nazwami (np. idiomorficzny, Widmanstättena). Określenie idiomorficzny oznacza, że faza zarodkuje heterogenicznie bez kontaktu z granicą ziaren. Płytki ferrytu Widmanstättena wyrastać mogą z powstałego na granicach ziaren ferrytu allotriomorficznego lub zarodkować i wzrastać samodzielnie w objętości ziaren. Mimo występowania zróżnicowania morfologicznego różne typy ferrytów płytkowych wykazują szereg cech wspólnych. Płytki wyrastają z ferrytu ziarnistego równolegle do ograniczonej liczby płaszczyzn habitus osnowy. Wzrost boczny jest bardzo wolny. Maksymalna prędkość wzrostu płytek ferrytu można oszacować poniższym wzorem:
{\displaystyle R_{max}={\frac {D\Delta c_{0}}{4(c_{\gamma }-c_{\alpha })kr^{\text{*}}}}}
{\displaystyle R_{max}\propto \Delta T^{2}}
gdzie:
{\displaystyle D} – współczynnik dyfuzji [m²/s]
{\displaystyle \Delta c_{0}} – średnie stężenie węgla w austenicie [%]
{\displaystyle (c_{\gamma }-c_{\alpha })} – różnica stężeń węgla w austenicie i ferrycie [%]
{\displaystyle k} – stała proporcjonalności bliska jedności
{\displaystyle r^{\text{*}}} – krytyczny promień krzywizny [m]
{\displaystyle \Delta T} – przechłodzenie [K]
Ferryt płytkowy w przeciwieństwie do ziarnistego rośnie ze stałą prędkością, aż do momentu zderzenia się z inną płytką lub granicą ziarna austenitu. Płytki powstające przy większych przechłodzeniach rosną coraz to szybciej w kierunku krawędziowym, ograniczając jednak wzrost boczny. Wzrost przechłodzenia powoduje powstanie struktury o cieńszych płytkach.
Wzrost ferrytu Widmanstättena jest bardzo podobny do wzrostu dendrytycznego. Jedyną wyraźną różnicą jest brak odgałęzień bocznych w przypadku płytek ferrytu.
W stalach przegrzanych ferryt może zarodkować jako struktura Widmanstättena. Powstaje ona przy chłodzeniu austenitu stali podeutektoidalnej od wysokich temperatur w zakresie pomiędzy Ar3 i Ar1s. Ferryt krystalizuje wewnątrz ziarn austenitu wzdłuż uprzywilejowanych kierunków krystalograficznych. Stale o takiej strukturze charakteryzują się dużą kruchością.

### Ferryt bainityczny
Formowanie się ferrytu bainitycznego jest spowodowane wzrostem koncentracji węgla w austenicie szczątkowym. Zakłada się brak zmiany ilości węgla w poszczególnych ziarnach bainitu. W rzeczywistości węgiel po przemianie bardzo szybko dyfunduje do austenitu. Z tego powodu tworzą się dwie odmiany morfologiczne bainitu:
- górny – ziarna ferrytu bainitycznego przesycone są węglem, a w ich wnętrzu znajdują się nieregularne wydzielenia cementytu
- dolny – ziarna ferrytu bainitycznego przesycone są węglem, a w ich wnętrzu znajdują się drobnodyspersyjne wydzielenia węglików[6][10].

### Ferryt iglasty
Ferryt iglasty jest mikrostrukturą ferrytu charakteryzującą się ziarnami o kształcie igieł. W objętości ich kształt określa się jako soczewkowaty. Wykazuje bardzo dobrą kombinację własności wytrzymałościowych i plastycznych. Spowodowane jest to wysoką gęstością dyslokacji spiętrzonych w ziarnach. Ferryt iglasty wykazuje wiele podobieństw względem ferrytu bainitycznego.
Ferryt iglasty zarodkuje we wnętrzu ziaren austenitu. Nowo powstałe igły są przypadkowo zorientowane względem siebie. Zapewnia to wysoką odporność na pękanie. Wtrącenia niemetaliczne są uprzywilejowanym miejscami jego zarodkowania. Bardzo często ferryt iglasty określa się jako drobnokrystaliczną odmianę ferrytu Widmanstättena zarodkującą na tlenkach, siarczkach i krzemkach.
Ferryt iglasty spotykany jest głównie w spoinach. W przypadku, gdy stężenie węgla w stali wzrośnie do odpowiednio wysokiego poziomu to mikrostruktura może zmienić się w tzw. dolny ferryt iglasty. Jego istnienie potwierdzono eksperymentalnie dla spawania wysokowęglowego i laserowego. Skłoniło to do przemyśleń na temat teorii twierdzącej, że ferryt iglasty jest prostą odmianą międzykrystalicznego bainitu.

### Martenzyt
Martenzyt jest produktem bezdyfuzyjnej przemiany fazowej. W przypadku stali definiuje się jako przesycony roztwór węgla w żelazie α. Charakteryzuje się wysoką twardością, ale niską odpornością na pękanie.

## Pierwiastki ferrytotwórcze
Pierwiastkami ferrytotwórczymi są przede wszystkim:
- krzem
- fosfor
- glin
- chrom
- molibden
- wolfram
- wanad
- tytan.

Ograniczają one zakres występowania austenitu. Przy odpowiednio wysokim stężeniu następuje zamknięcie pola austenitu i pojawia się struktura ferrytu od temperatury otoczenia, aż nawet do temperatury solidus.